# Távközlési Kutató Intézet
A Távközlési Kutató Intézet (TKI) a második világháború során súlyos károkat elszenvedett magyar gazdaság újraiparosítása során született, 1950 és 1994 között a magyar elektronikai, távközlési és infokommunikációs ipar egyik központi kutató-fejlesztő intézményeként működött. 1949. december 30-án alapították és kutatóintézeti tevékenysége, vállalattá alakulásával, 1994. május 18-án szűnt meg. Sokirányú feladatai mellett fő szakterülete a mikrohullámú rendszerek és eszközök elméleti kérdéseinek tisztázása, és erre alapozva, távközlő berendezések fejlesztése és gyártásának támogatása volt.

## Története
A Távközlési Kutató Intézet alapítása szükségszerű volt, hiszen az államosítások során vezetés nélkül maradt hazai gyárakból és az anyacégeiktől elszakított nyugati leányvállalatokból létrehozott, távközlési eszközöket és berendezéseket gyártó új állami vállalatok nem nélkülözhettek egy az iparágat átfogó közös kutató-fejlesztő bázist. Az Intézet az Egyesült Izzólámpa és Villamossági Rt. Váci úti telephelyén, és kutatólaboratóriumának bázisán jött létre, de azt megerősítették a Posta Kísérleti Állomáson dolgozó, ekkor már Kossuth-díjas Bognár Géza által vezetett, átviteltechnikai kutatásokat végző osztály áthelyezésével. (1950-re készült el a II. kerület, Gábor Áron utca 65–67. alatti épület, ahova a kutatóintézet – a Mikrohullámú elektroncsövek részleg kivételével – átköltözhetett.) A következő évtizedek alatt az Intézet Magyarország egyik legnagyobb és az ország legjelentősebb híradástechnikai-elektronikai kutató-fejlesztő bázisává nőtte ki magát. A rohamosan fejlődő elektronikai iparnak kevés olyan területe volt, melynek elméleti és gyakorlati munkáiban ne lett volna szerepe. Az embargó fogságába bezárt ország kutatói és fejlesztői az igények nyomása alatt nagy mértékű és értékű eredményekkel támogatták a magyar ipart.

## Feladatok és szakterületek
Az alapítását követő első években, az 1950. június 25-én kirobbant koreai háború miatt az Intézetnek elsősorban haditechnikai feladatokat kellett megoldania. Ezek közül is a legjelentősebb a különféle célú radarok fejlesztése és honosítása volt. Ez a mikrohullámú kutatást helyezte az első helyre, ami nagyszámú speciális kutatás-fejlesztési feladat megoldását igényelte. A legfontosabb persze a mikrohullámú jelek előállításával, továbbításával, terjedésével és vételével kapcsolatos elméleti ismeretek megszerzése, valamint technológiák kidolgozása volt. A mikrohullámú jelek előállításához szükséges elektroncsövek kidolgozása, az azok létrehozásához szükséges elméleti ismeretek, anyag- és technológiakutatások az Egyesült Izzó területén működő TKI II. részleg feladata lett. A jelek továbbításához tápvonalak, tápvonal-elemek, szűrők, polárváltók, ferrites eszközök, antennák és tápvonalakból kialakított egyéb eszközök váltak szükségessé. 
A ferrites eszközök kutatása a ferrit anyagok megismerésével kezdődött, majd a megfelelő anyagok kiválasztása után, az azok előállításához szükséges technológiák kidolgozásával folytatódott. Később a mágneses anyagok kutatásában gyakorlott kutatók, a szükségessé vált egyéb mágneses anyagok, mint a lágymágneses és a négyszög-hiszterézishurkú ferritek fejlesztését is vállalták. A következő években e kutatók feladatává vált olyan anyagok és áramköri elemek kifejlesztése is, mint különféle tulajdonságú ferrit anyagok és ittrium-vas-gránát (YIG) egykristályok, valamint speciális elektrolit, tantál és kerámia kondenzátorok. Egyes kutatási eredményeket a HAGY, másokat a REMIX és a Kőbányai Porcelángyár hasznosított.
A hullámterjedéssel és mikrohullámú átviteli utak tervezésével elméleti kutatók és matematikusok foglalkoztak. A fizikusok és a félvezető-gyártási technológiák intézeten belüli megvalósításának kutatói fejlesztették ki a mikrohullámú jelfeldolgozás alapvető elemeit jelentő félvezető eszközöket. Ennek eredményeként a TKI maga gyártotta a kiszajú és a nagyszintű keverő diódákat, a frekvenciasokszorozáshoz használt varaktorokat és egyéb félvezetőket.
A mikrohullámú eszköz- és berendezés-fejlesztés elképzelhetetlen volt megfelelő vizsgálati és gyártó berendezések nélkül. A szükséges mérőműszerek intézeten belüli fejlesztésére és előállítására Almássy György vezetésével hoztak létre egy műszerfejlesztő és -gyártó osztályt. A 100 MHz alatti paraméterek mérésére szolgáló elektronikus műszerek fejlesztése Sárkány Tamás feladata lett. Ami az alapvető anyagokat és a gyártóberendezéseket illeti, azok egy részét a hazai és külföldi piacokról szerezték be, de számos alapanyagot és eszközt maguk az azokat felhasználni kívánó kutatók állították elő. Például a diódagyártáshoz szükséges nagytisztaságú szilícium egykristály előállítását, így a kristályhúzást és zónás tisztítást is maguk a fejlesztők végezték.
Az 1956-os forradalom leverése után a kormány minden katonai programot leállított, így egy időre az intézet nagy erőket fordíthatott a polgári célú, szélessávú mikrohullámú információátvitelre. Ekkor született meg az első, még elektroncsövekkel működő, ún. első generációs sokcsatornás rádiórelé berendezés. Ez a GTT 4000/600 típusjelű rendszer volt, TV-képjel és egy kísérőhang, vagy FDM rendszerű távbeszélő csatornák átvitelére szolgált, és később az FMV által nagy sorozatban gyártott sikeres termékké vált. A következő évtizedben készültek el a nagyrészt félvezetőkkel felépített, második generációs, színes TV-kép és 4 kísérőhang, vagy nagyszámú, 300–1800 távbeszélő csatorna átvitelére szolgáló, egységes rendszerű, GTT–70 és KTT–70 típusjelű sokcsatornás berendezéscsaládok, és ekkor vált igazán a Távközlési Kutató Intézet a magyar mikrohullámú kutatás fellegvárává. Ezután a hetvenes évek közepén indultak meg a mikrosztrip áramkörökkel és nagyfrekvenciás félvezetőkkel építkező mikrohullámú berendezések kutatás-fejlesztési munkái, melyek eredményeként a nyolcvanas évekre készültek el az egységes konstrukciójú, 4, 6, 7 és 8 GHz-es, GTT–80 és KTT–80 típusjelű, harmadik generációs rádiórelé, sokcsatornás, szélessávú berendezéscsalád gyártási dokumentációi.
Már az első generációs mikrohullámú vonal is alkalmas volt nagyszámú távbeszélő csatorna átvitelére. Ezért a TKI bekapcsolódott a BHG-ben megindult BM 60/120 típusjelű, szélessávú mikrohullámú csatornán való átvitelre szolgáló, 120 távbeszélő csatornás, FDM multiplex berendezés tervezésébe, majd befejezve annak fejlesztését 1963-ban a Budapestet és Kisvárdát összekötő keleti láncon végzett sikeres vonalpróbán igazolta annak paramétereit.
Eközben a digitális technika rohamos fejlődése a TKI kutatói számára is nyilvánvalóvá tette, hogy az analóg távközlést és az elektromechanikus telefonközpontokat leváltja a digitális átvitel- és kapcsolástechnika. Ezért a hetvenes évektől kezdve a TKI a Telefongyárral és a BHG-vel kötött szerződéseket, melyek keretében bekapcsolódott a különféle PCM berendezések és a digitális, elektronikus alközpont család kutatás-fejlesztési munkáiba.
Az 1978-ban felépült taliándörögdi űrtávközlési földi állomás üzembe helyezésével megindult az Intelsat űrtávközlési rendszer mintájára kiépülő szovjet Interszputnyik rendszer magyarországi alkalmazása. Minthogy a telefonátvitelre használt szovjet gyártású analóg SCPC csatornaképző berendezés nem biztosította az adott műholdas sávszélesség gazdaságos kihasználását, és nem volt kompatibilis az digitális jelátvitelű Intelsat megoldásokkal, a TKI-t megbízták egy új, korszerű és Intelsat-kompatibilis csatornaképző berendezés kifejlesztésével és gyártásával. 
Az első számítógépek megjelenése után a TKI maga is a számítástechnika hőskorának egyik meghatározó szereplője lett és nagy erőkkel kapcsolódott be a hazai infokommunikáció kutatási és alkalmazásfejlesztési munkáiba. A TKI berendezésorientált tevékenysége szükségszerűvé tette, hogy kutatói legfőbb feladatuknak a számítógépes tervezést tekintse. E munkák során születtek meg a diszkrét aktív és passzív elemekből felépített elektronikus áramkörök és mikrohullámú mikrosztrip tápvonal-hálózatok analízis- és tervező-programjai.
Ezeket követte a mechanikai elemek és a nyomtatott áramköri huzalozás (NYÁK-ok) gépi tervezése. A TKI-ban ekkor kifejlesztett
AUTER NYÁK-tervező programra alapozott magyar szolgáltató vállalat ma is sikeresen működik. A feladatok megoldásához elengedhetetlen volt az intézet elméleti matematikusai, mérnökei és programozói közös munkája.
A hatvanas évek második felében újra megjelentek a haditechnikai igényekkel kapcsolatos fejlesztési feladatok, melyekre a TKI új szervezetet hozott létre. A megbízások részben azon távközlési és technológiai eredmények speciális alkalmazását kívánták meg, melyek többnyire már a polgári berendezések kapcsán létrejöttek. A katonai rádiófelderítő és mikrohullámú hírközlési berendezések fejlesztése és intézeten belüli gyártása még 1990 után is folytatódott.
A rendszerváltás éveit az Intézet – mint annyi más állami tulajdonú intézmény – nem élte túl. A privatizálhatóság előkészítése érdekében 1994. május 18-án a TKI-t Távközlési Innovációs Rt. néven gazdasági társasággá alakították. A következő években az Intézet még jól működő részlegeit magánvállalatokba szervezték ki, majd a részvénytársaságot felszámolták és 2007-ben törölték a cégjegyzékből. Ezzel az a hatalmas tudásvagyon, amit a sok kiváló elme közössége jelentett, megsemmisült.

## A TKI tevékenységének hatásai
A TKI létrejöttével egy olyan tudományos bázis alakult ki, mely a mikrohullámú technika széleskörű művelése mellett, a távközlés, a számítástechnika, az információfeldolgozás és számos addig Magyarországon nem művelt szakterület és technológia területén alkotott újat.
E tevékenységben a TKI mérnökei voltak a tudományos kutatók, majd a berendezések kidolgozói is, akik munkájukban a berendezésgyártók gyártási, telepítési és beüzemelési tapasztalataira támaszkodtak. A kutatók, fejlesztők és gyártók ilyen szoros összefonódása kiváló iskolát biztosított a mindenkori fiataloknak. Ez tette lehetővé, hogy az Intézet a hetvenes évek végére egy majdnem 1500 munkatársat foglalkoztató hatalmas tudásközponttá alakulhatott, ahol kiváló szakemberek generációi nőttek fel, akikből kutatók, vállalati fejlesztők, egyetemi tanárok és akadémikusok nevelődtek. A TKI kutatói számos tudományos- illetve egyetemi tankönyvet írtak, melyek sok esetben angol és más nyelven is megjelentek. Rendszeresen publikáltak hazai és nemzetközi szaklapokban, és tartottak előadásokat nemzetközi konferenciákon, különösen a TKI által rendszeresen szervezett nemzetközi Mikrohullámú Kollokviumokon (MICROCOLL) és ezzel világszerte elismerté tették az ország szakmai tekintélyét. Ugyanakkor a magyar tudományos tevékenység elismerését jelentették azok a tisztségek is, melyeket a TKI szakemberei hazai és nemzetközi szervezetekben töltöttek be.

## A TKI vezérigazgatói
- Ács Ernő (1952–1969)
- Váradi Imre (1969–1981)
- Kiss István (1981–?)

## A TKI Kossuth- és állami (1990-től Széchenyi-) díjasai

### Kossuth-díjasok
Almássy György, 1962
Ács Ernő, 1952, 1954
Bodó Zalán, 1959 
Bognár Géza, 1949, 1956
Budincsevits Andor, 1953
Dallos András, 1955
Pintér János Ede, 1953
Szigeti György, 1959
Tófalvi Gyula, 1959
Willoner Gedeon, 1956
Winter Ernő 1950, 1953

### Állami díjasok
Almássy György, 1978
Battistig György, 1970
Berceli Tibor, 1980
Csibi Sándor, 1970
Erdélyi János, 1970
Fókás Elemér, 1980
Forgó László, 1985
Herpy Miklós, 1980
Heszberger Antal, 1985
Hutter Ottó, 1985
Kenderessy Miklós, 1978
Kiss István, 1985
Markó Szilárd, 1980
Rákosi Ferenc, 1980
Reiter György, 1980
Róna Péter, 1980
Tóth Tamás, 1980
Váradi Imre, 1973
Várady-Szabó Mihály, 1980

### Széchenyi-díjasok
Csurgay Árpád, 1998
Henk Tamás, 1999
Roska Tamás, 1994

## MTA tagok
(Nem teljes lista)
Bognár Géza, 1949
Csibi Sándor, 1979
Csurgay Árpád, 1985
Frank András, 2016
Györfi László, 1995
Hanzó Lajos (külső tag), 2016
Katona Gyula, 1995
Millner Tivadar, 1955
Roska Tamás, 1993
Winter Ernő, 1951